# Shinjō

Shinjō (新庄市 Shinjō-shi?) este un municipiu din Japonia, prefectura Yamagata.